# Боевой бык

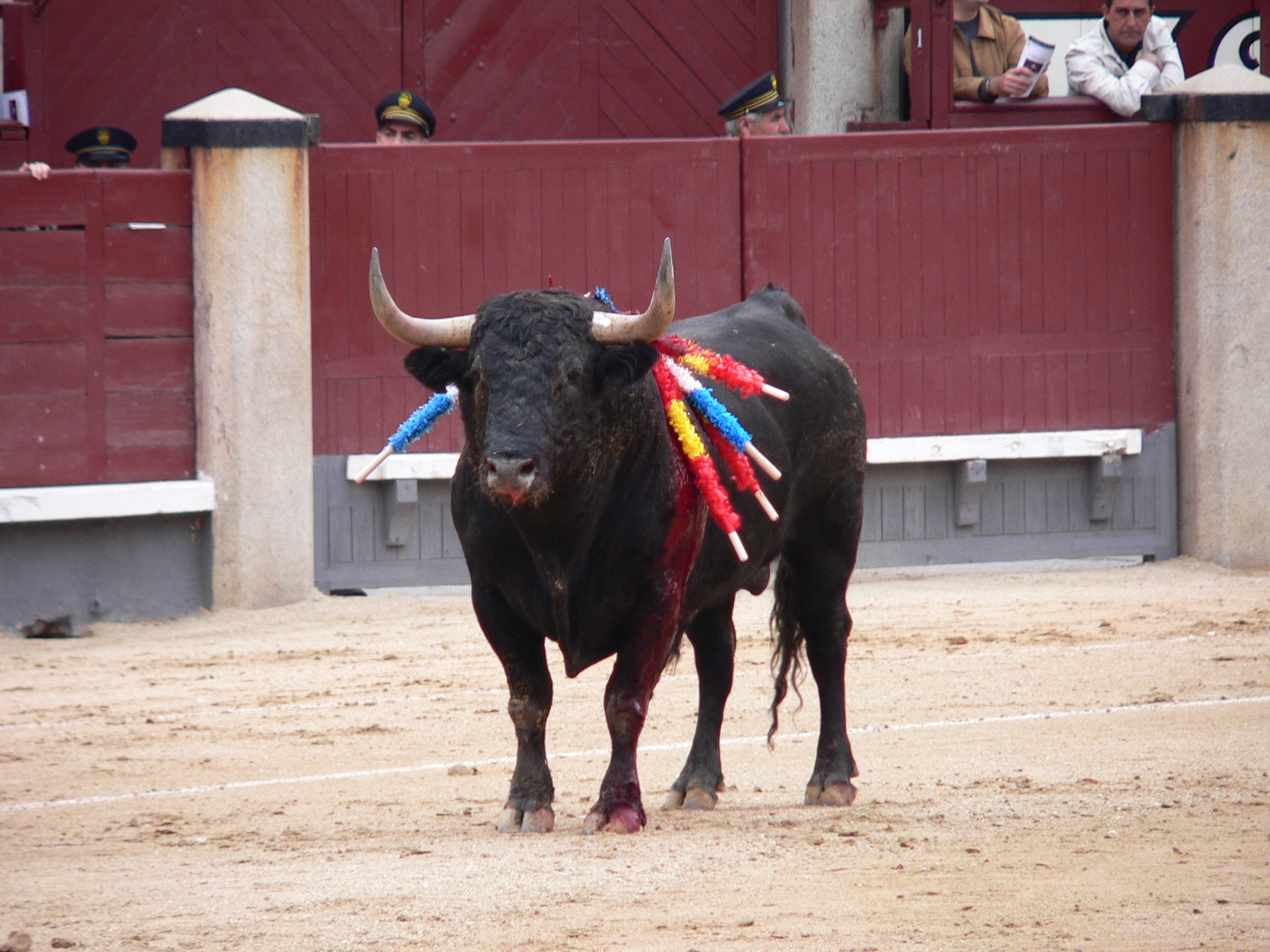
Бык на корриде с воткнутыми бандерильями

Боево́й бык (Лидийский боевой бык, исп. toro de lidia, toro bravo) — бык, участвующий в испанской корриде. По фенотипу очень близок к туру. Родословные боевых быков тщательно отслеживаются в целях улучшения породы. Средняя высота в холке взрослой особи — 155 см, масса — 500 кг для самцов и 350 кг для самок. Бык до 2 лет называется телёнком (исп. becerro), от 2 до 4 лет — «новильо» (исп. novillo) и только после 4 лет — быком (исп. toro). В полноценной корриде участвуют быки возрастом не менее 4 лет (и, как правило, не более 6). Иногда законодательно регламентируется масса быка (не менее 450 кг). Обычный цвет — чёрный (исп. negro) или тёмно-коричневый (исп. colorado).

## История
Считается, что целенаправленное разведение боевых быков началось в XV—XVI веках в районе Вальядолида, обычного места пребывания королевского двора. Известно, что именно из этого района поставлялись быки для деревенских и городских праздников.
В XVII столетии первенство в выращивании боевых быков перешло к Андалусии, где в первой половине XVIII века получила развитие пешая коррида. Именно к этому периоду можно отнести возникновение современного боевого быка.
Известно, что основой всех стад для всех ферм, где разводят современных боевых быков, которых мы видим на аренах Испании, Франции, Португалии, Латинской Америки и везде, куда тем или иным способом их ввозят, являются стада быков дона Хосе Хирона из Вильярубиа де лос Охос (Сьюдад-Реаль), Эрманоса Галльярдо из Пуэрто-де-Санта-Мария, Рафаэля Кабрера, дона Хосе Висенте Васкеса и графа де Вистаэрмоса, чьи стада паслись на пастбищах Утреры. Эти пять стад и есть источник всего современного животноводства данной направленности.
В настоящее время различаются следующие «касты» быков: Моруча Кастельяно (Боэсилья), Наваррская, Хихона, Какбрера и Гальярдо, Васкеньо, Вега-Вильяр и Вистаэрмоса. К последней касте относится около 90 % всех боевых быков. Кроме испанских «каст», выделяется камаргская порода боевого быка, происходящая также от испанских экземпляров.

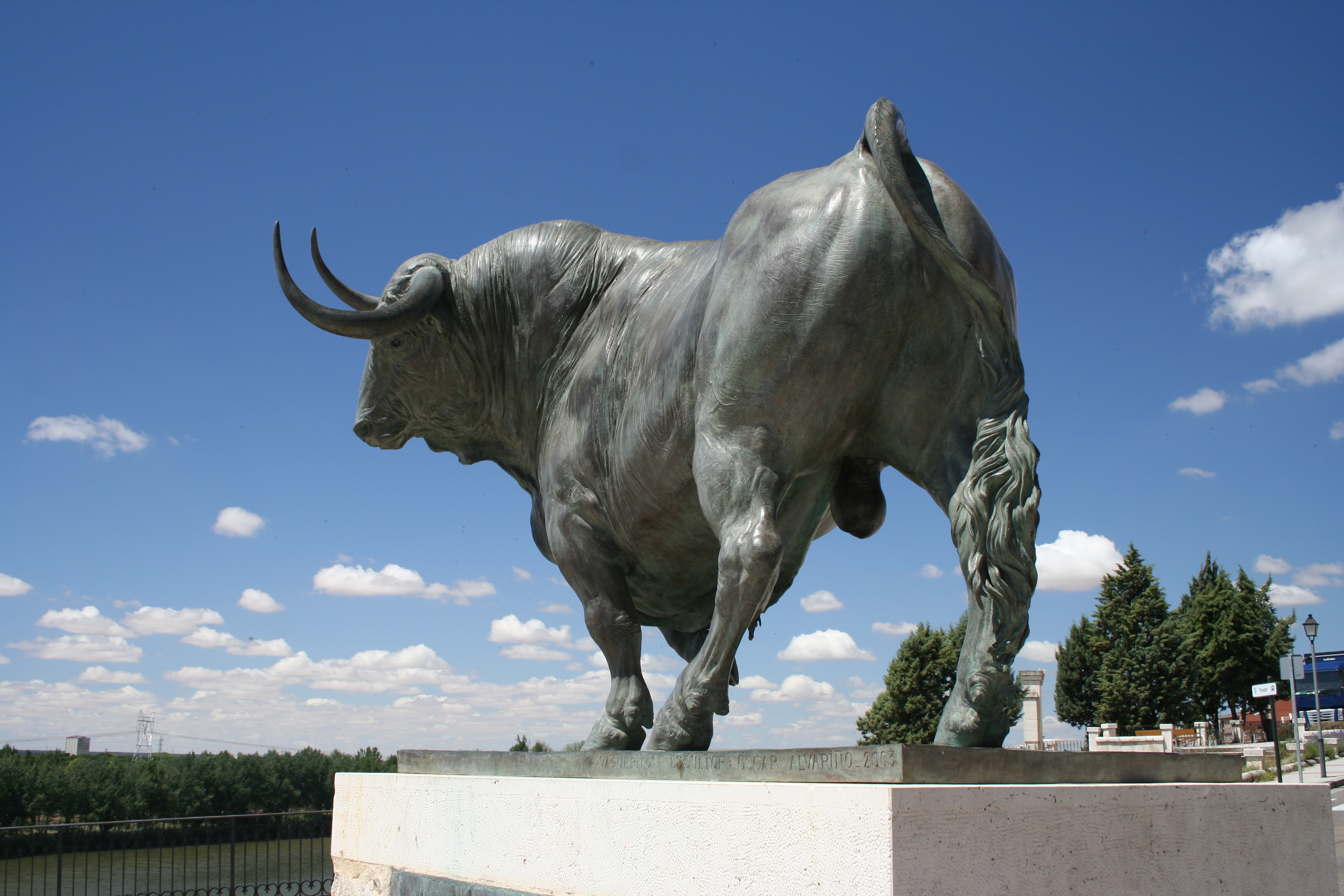
Памятник боевому быку

Быки выращиваются на особых фермах (исп. ganaderías), существующих в Испании и в Латинской Америке, и перед боем в загривок быка втыкается маленький цветной вымпел, по которому можно определить происхождение быка. Также об этом можно узнать по клейму и из плаката, который часто показывается перед выходом быка. Самая известная «ганадерия» — Миура, быки которой известны своей агрессивностью.
Иногда встречаются случаи мошенничества — быку подпиливают рога («подбривают»), чтобы он не мог верно рассчитать свой удар. По ходу боя это, однако, может сыграть как в пользу тореро, так и против него. В конной корриде подпиливание быку рогов с целью обеспечить безопасность лошади является законной практикой.
«Торо браво» представляет собой уникальное животное по целому ряду своих характеристик и реакций и по своему поведению. Это животное, которое атакует без необходимости делать это ради защиты, оно обладает вспыльчивым нравом, даже если его не провоцируют и ничем ему не угрожают. Торо браво никогда не прячется и не устраивает засад для нападения, как это часто делают буйволы, когда их преследуют на охоте. Боевые быки все делают открыто, нападают в лоб, им свойственен боевой порыв, они никогда не отказываются от сражения.
В символическом плане бык, часто чёрный, может быть интерпретирован как олицетворение смерти, что придаёт его поединку с тореро ритуальный характер. Вместе с тем, этика корриды требует от тореро относиться к быку как к другу, проявляя должное уважение к его силе и храбрости. Это один из парадоксов, окружающих тавромахию.
Боевой бык изображён на эмблеме фирмы «Lamborghini», а названия многим моделям её автомобилей даны в честь знаменитых быков или стад и разновидностей быков.
Изображение характерного чёрного силуэта боевого быка, так называемый бык Осборна, является эмблемой хересного бренди «Veterano» и одновременно считается неофициальным национальным символом Испании.